# Yūko Oita
Yūko Oita (jap. 尾板 裕子, Oita Yūko) ist eine ehemalige japanische Fußballspielerin.

## Karriere
Oita absolvierte ihr erstes Länderspiel für die japanischen Nationalmannschaft am 21. Januar 1986 gegen Indien. Insgesamt bestritt sie drei Länderspiele für Japan.